# IAS 20
МСФО (IAS) 20 «Учёт государственных субсидий и раскрытие информации о государственной помощи» — международный стандарт финансовой отчётности, который применяется к учёту государственных субсидий и раскрытию соответствующей информации,
и действует с 01.01.1984 года,
введён в действие для применения на территории Российской Федерации приказом Минфина России от 25.11.2011 № 160н.

## Определения
Государственная помощь — это действия государства, направленные на обеспечение специфических экономических выгод для компаний, отвечающих определённым критериям.
Государственные субсидии — это государственная помощь в форме передачи компании ресурсов в обмен на соблюдение в прошлом или в будущем определённых условий, связанных с операционной деятельностью компании.
Виды государственных субсидий:
- субсидии, относящиеся к активам — субсидии, основное условие предоставления которых заключается в том, что компания должна купить, построить или приобрести долгосрочные активы
- субсидии, относящиеся к доходам — прочие субсидии, отличные от субсидий, относящихся к активам.

## Признание и оценка
Государственные субсидии признаются в учёте, только когда есть обоснованная уверенность в том, что:
- компания будет соблюдать условия предоставления субсидии и
- субсидии будут получены.

Государственные субсидии признаются в качестве дохода тех периодов, что и соответствующие расходы, которые они компенсируют, на систематической основе.
Субсидии не кредитуются прямо на счёт капитала.
Методы учёта субсидий, относящихся к активам:
- признание субсидии в качестве доходов будущих периодов, которые признаются в составе доходов на систематической и последовательной основе в течение срока полезного использования актива
- субсидии вычитаются при определении балансовой стоимости актива, и в этом случае доход от субсидии признаются путём уменьшения расходов на амортизацию актива.

Учёт субсидий, относящихся к доходам, имеют два возможных способа:
- отдельной строкой выделить «доходы от государственных субсидий» или «прочие доходы»
- доходы предоставляются в свёрнутом виде, то есть статья «расходы» в отчёте о совокупном доходе уменьшается на величину признанных доходов от субсидий.

Если государство предоставляет субсидию в неденежной форме, то обычно субсидия и актив признаются по справедливой стоимости.
Если государственная субсидия подлежит возврату, то данное изменение рассматривается как пересмотр бухгалтерской оценки перспективно в том периоде, когда появилась информация о необходимости возврата субсидии:
- при использовании счёта «доходы будущих периодов»: на сумму возврата субсидии уменьшается остаток по счёту «доходы будущих периодов», если сумма возврата превышает доходы будущих периодов, то сумма превышения отражается в составе расходов текущего периода
- при использовании метода «уменьшения балансовой стоимости актива»: на сумму возврата субсидии увеличивается балансовая стоимость актива, а накопленная дополнительная амортизация, которая к текущему моменту была бы признана в качестве расходов, если бы не получение субсидии, отражается в расходах текущего периода.

К государственным субсидиям не относятся формы государственной помощи, которые не могут быть обосновано оценены:
- торговые операции с государственными органами, продажи в рамках государственных закупок
- безвозмездные технические или маркетинговые консультации
- предоставление государственных гарантий
- предоставление инфраструктуры общей транспортной и коммунальной сети
- предоставление улучшенных условий, которые доступны на постоянной и безусловной основе
- беспроцентные ссуды или ссуды под низкий процент, которые дисконтируются с применением эффективной ставки процента. Разница между полученной ссудой и дисконтированной ссудой учитывается как государственная помощь.

## Раскрытие информации
Раскрывается следующая информация в примечаниях к финансовой отчётности:
- учётная политика, включая метод предоставления, принятый в финансовой отчётности
- описание характера и размера признанных субсидий и прочих форм государственной помощи
- невыполнение условия или условные факты хозяйственной деятельности, относящиеся к государственной помощи
- характер и размер государственной помощи, которая исключается из определения государственных субсидий.